# A13 (Kazakistan)
La Strada nazionale A13 è una strada del Kazakistan.

## Percorso
La strada A13 ha origine dalla cittadina di Kokshetau dalla più importante A1. Dopo avere attraversato la città di Ckhalovo, la strada A13 diventa una strada di campagna asfaltata e non adatta al traffico che transita ogni giorno sull'arteria. La strada passa per le regioni di Kokshetau, Akmola e del Kazakistan del Nord per poi finire in Russia, dove continua con la denominazione R393.

## Storia
Prima del 2011 e anche in epoca sovietica la strada era denominata R393.
A Kokshetau, la strada aveva già due corsie per carreggiata, ma nel 2011-2012 la strada è stata modernizzata ed è stato costruito un interscambio a trombetta con l'A1 ed un altro all'aeroporto di Kokshetau. La parte da Iliyčevka a Ckhalovo è stata ricostruita ed ora è un'autostrada a tutti gli effetti.